# Sabrina Rattey
Sabrina Rattey (* 24. April 1980 in Wilhelm-Pieck-Stadt Guben) ist eine deutsche Schauspielerin.

## Karriere
Bereits als Zwölfjährige spielte Sabrina Rattey 1992 gemeinsam mit Rainer Hunold und Eva Brumby im ZDF-Vierteiler Böses Blut, einem Ableger der Serie Freunde fürs Leben. In Cottbus stand sie 1997 in ihrer ersten Theaterhauptrolle in Was heißt hier Liebe? auf der Bühne des Piccolo-Theaters. 1998 war sie in Jo Baiers für den Deutschen Fernsehpreis nominiertem TV-Mehrteiler Der Laden als Kindermädchen Hanka in ihrer ersten größeren Fernsehrolle zu sehen. Zahlreiche Krimis wie Tod auf Amrum (ZDF), dokumentarische Arbeiten wie Peter Vogels Einfach raus (ARD) oder die Komödie Eine schräge Familie folgten. 1999 erhielt sie erste Rollen in Serien und Reihen wie Die Schule am See, Heimatgeschichten, und Lexx – The Dark Zone. Gleichzeitig bildete sie sich mit Sprechunterricht, Workshops und Schauspiel-Coaching weiter. 2000 war sie im Theater am Kurfürstendamm und der Komödie Dresden in Der keusche Lebemann zu sehen. In der Komödie Dresden stand sie 2009 auch in den Uraufführungen der Stücke Kamasutra will gelernt sein von Hans-Joachim Preil und in Charleys Tante – made in China von Gunter Antrak auf der Bühne.
Auf Episoden-Hauptrollen in Die Wache, In aller Freundschaft und Klinikum Berlin Mitte folgte ein Studium am Lee Strasberg Theatre Institute in New York. Neben weiteren Auftritten in Fernsehserien (Edel & Starck, SOKO Leipzig, Dr. Sommerfeld – Neues vom Bülowbogen, Küstenwache, Wolffs Revier, Polizeiruf 110, Ein Fall für zwei, Unser Charly und Flemming) drehte sie 2006 an der Seite von Biagio Izzo, Giovanni Esposito und Tora Kawycz in Neapel und Umgebung den Spielfilm Piacere, Michele Imperatore!, der im Februar 2008 in die italienischen Kinos kam.

## Filmografie (Auswahl)
- 1996: Das Traumschiff: Sydney (Fernsehserie, eine Folge)
- 1998: Der Laden (Fernsehdreiteiler)
- 2000: Die Rettungsflieger (Fernsehserie, eine Folge)
- 2001: Alphateam – Die Lebensretter im OP (Fernsehserie, eine Folge)
- 2001–2005: In aller Freundschaft (Fernsehserie, zwei Folgen, 2001: Folge 93, Staffel 4, Episode 5)
- 2002: Klinikum Berlin Mitte – Leben in Bereitschaft (Fernsehserie, eine Folge)
- 2003: Edel & Starck (Fernsehserie, eine Folge)
- 2003–2005: Küstenwache (Fernsehserie, zwei Folgen)
- 2004: SOKO Leipzig (Fernsehserie, eine Folge)
- 2005: Polizeiruf 110 – Vorwärts wie rückwärts (Fernsehreihe)
- 2005: Wolffs Revier (Fernsehserie, eine Folge)
- 2005–2010: Unser Charly (Fernsehserie, zwei Folgen)
- 2006: Ein Fall für zwei (Fernsehserie, eine Folge)
- 2006: Ninas Welt (Web-Serie)
- 2008: GSG 9 – Ihr Einsatz ist ihr Leben (Fernsehserie, eine Folge)
- 2009: Inglourious Basterds
- 2011: Flemming (Fernsehserie, eine Folge)
- 2013: Polizeiruf 110 – Vor aller Augen
- 2014: Die Spiegel-Affäre
- 2015: Im Namen der Gerechtigkeit – Wir kämpfen für Sie! (Fernsehserie)